# Most Trojski
Most Trojski (cz. Trojský most) – most drogowy i tramwajowy na Wełtawie, w Pradze, stolicy Czech. 
Obiekt został oddany do użytku w październiku 2014 roku. Ma 262 metry długości i został zbudowany przez przedsiębiorstwo Metrostav. Łączy dzielnice Troja i Holešovice. Most jest znany ze smukłego i niskiego łuku w stosunku do wysokości.